# Liste der Landschaftsschutzgebiete in Remscheid
Die Liste der Landschaftsschutzgebiete in Remscheid enthält die Landschaftsschutzgebiete der kreisfreien Stadt Remscheid in Nordrhein-Westfalen.

## Liste
| Bild           | Nummer        | Bezeichnung des Gebietes                                | Fläche in Hektar | WDPA-ID   | Koordinaten | Datum der Verordnung |
| -------------- | ------------- | ------------------------------------------------------- | ---------------- | --------- | ----------- | -------------------- |
| weitere Bilder | LSG-4708-0002 | LSG-Morsbachtal, Eschbachtal, Seitentäler und Hänge     | 883,2266         | 555561621 | Position    |                      |
| weitere Bilder | LSG-4709-0001 | LSG-Remscheid-Gelpe                                     | 330,3835         | 555555085 | Position    | 1992                 |
| weitere Bilder | LSG-4709-0002 | LSG-Remscheid-Ost                                       | 1886,7558        | 555555086 | Position    | 1992                 |
| weitere Bilder | LSG-4808-0001 | LSG-Hochflächen Buscher Hof, Hohen Hagen und Westhausen | 445,762          | 555555227 | Position    | 2003                 |